# O.J. Mayo
Ovinton J'Anthony Mayo, detto O.J. (Huntington, 5 novembre 1987), è un cestista statunitense.

## College
Durante la sua stagione all'University of Southern California, si è fatto notare per un gran controllo di palla, un tiro preciso e coordinato e un grande stacco verticale. Durante quel periodo è stato selezionato al All-Pac-10 nella prima squadra. Alla squadra furono revocate tutte le vittorie e Mayo perse i suoi rimanenti tre anni di idoneità alla National Collegiate Athletic Association (NCAA) dopo che fu accertato che lo stesso Mayo aveva ricevuto benefici impropri.
Nel settembre 2007, in allenamento, sferra un pugno sul volto del compagno di squadra Daniel Hackett, causandogli la frattura della mandibola, che lo terrà lontano al parquet per qualche mese.
L'11 maggio 2008, ESPN.com ha riportato che un ex "confidente", Louis Johnson, ha confessato al programma televisivo ESPN Outside the Lines come Mayo ha ricevuto numerosi doni in violazione delle norme NCAA. Il rapporto afferma che Mayo ha ricevuto i doni da Rodney Guillory prima e durante il suo periodo alla USC. Si dice che Guillory sia stato finanziato dal Bill Duffy Associates Sports Management (BDA).
Il 3 gennaio 2010 USC ha annunciato di aver stabilito che Mayo non era impiegabile nella stagione 2007-08 a causa dei benefici impropri ricevuti che non gli permettevano di conservare lo status di dilettante. Di conseguenza, USC ha annullato tutte le 21 vittorie della squadra, portando il record a 0-12.

## Carriera professionistica
Il 26 giugno 2008 Mayo è stato selezionato come terza scelta assoluta nel draft NBA 2008 dai Timberwolves. Più tardi è stato scambiato con i Memphis Grizzlies, insieme a Marko Jarić, Antoine Walker e Greg Buckner, scambiandoli con la quinta scelta complessiva Kevin Love, Mike Miller, Brian Cardinal e Jason Collins.. Nel suo debutto nella Summer League NBA, Mayo ha segnato 15 punti conducendo i Grizzlies a una vittoria 88-75 sui New Orleans Hornets. Durante la sua stagione da rookie, Mayo ha segnato 30 o più punti sette volte. Mayo è stato il secondo classificato per il premio Rookie of the Year 2008-2009 NBA, finendo secondo dietro la guardia di punta dei Chicago Bulls Derrick Rose. Nella sua seconda stagione, il 1º novembre 2009 Mayo ha segnato un career-high di 40 punti contro i Denver Nuggets con 17 canestri su 25 tiri tentati.
Mayo per un ritardo all'allenamento è stato destinato alla panchina il 20 novembre 2010. Durante un volo di ritorno a Memphis da Los Angeles, Mayo fu coinvolto in una rissa con il compagno di squadra Tony Allen per un debito derivante da una partita di carte durante il volo. Il 27 gennaio l'NBA ha sospeso Mayo per 10 partite a seguito di un test positivo per lo steroide deidroepiandrosterone (DHEA), che viola il programma antidroga della lega. Mayo incolpò un integratore da banco, che non sapeva essere stato bandito dall'NBA, per il test positivo, ma si rifiutò di dire quale integratore avesse usato. In seguito disse che una bevanda energetica che aveva comprato in una stazione di benzina poteva contenere la sostanza vietata.
Nonostante abbia giocato in tutte le 66 le partite della stagione 2011-12, Mayo non è mai partito nel quintetto iniziale dei Grizzlies, giocando sempre come sesto uomo. Quando gli è stato chiesto se essere una riserva ha danneggiato il suo valore, ha risposto: "Direi di sì, probabilmente è così. Cosa ne pensi?" Il 1º luglio 2016 è stato congedato e squalificato per due anni dall'NBA per violazione delle norme contro l'uso di droghe.
Mayo ha poi firmato con i Dallas Mavericks nel 2012, e poi con i Milwaukee Bucks nel 2013. Il 1º luglio 2016 Mayo è stato licenziato dall'NBA per aver violato nuovamente il programma antidroga della lega. In seguito ha giocato per l'Atléticos de San Germán del Baloncesto Superior Nacional (BSN).

## Statistiche
| * | Primo nella lega |

### NCAA
| Anno      | Squadra     | PG | PT | MP   | TC%  | 3P%  | TL%  | RP  | AP  | PRP | SP  | PP   |
| --------- | ----------- | -- | -- | ---- | ---- | ---- | ---- | --- | --- | --- | --- | ---- |
| 2007-2008 | USC Trojans | 33 | 32 | 36,8 | 44,2 | 40,9 | 80,3 | 4,5 | 3,3 | 1,5 | 0,4 | 20,7 |

#### Massimi in carriera
- Massimo di punti: 37 vs Arizona State (1º marzo 2008)[9]
- Massimo di rimbalzi: 9 (2 volte)
- Massimo di assist: 6 (3 volte)
- Massimo di palle rubate: 4 vs Washington (2 volte)
- Massimo di stoppate: 2 (2 volte)
- Massimo di minuti giocati: 43 vs California-Berkeley (6 marzo 2008)

### NBA

#### Regular Season
| Anno      | Squadra           | PG  | PT  | MP   | TC%  | 3P%  | TL%  | RP  | AP  | PRP | SP  | PP   |
| --------- | ----------------- | --- | --- | ---- | ---- | ---- | ---- | --- | --- | --- | --- | ---- |
| 2008-2009 | Memphis Grizzlies | 82  | 82  | 38,0 | 43,8 | 38,4 | 87,9 | 3,8 | 3,2 | 1,1 | 0,2 | 18,5 |
| 2009-2010 | Memphis Grizzlies | 82  | 82  | 38,0 | 45,8 | 38,3 | 80,9 | 3,8 | 3,0 | 1,2 | 0,2 | 17,5 |
| 2010-2011 | Memphis Grizzlies | 71  | 17  | 26,3 | 40,7 | 36,4 | 75,6 | 2,4 | 2,0 | 1,0 | 0,4 | 11,3 |
| 2011-2012 | Memphis Grizzlies | 66  | 0   | 26,8 | 40,8 | 36,4 | 77,3 | 3,2 | 2,6 | 1,1 | 0,3 | 12,6 |
| 2012-2013 | Dallas Mavericks  | 82  | 82  | 35,5 | 44,9 | 40,7 | 82,0 | 3,5 | 4,4 | 1,1 | 0,3 | 15,3 |
| 2013-2014 | Milwaukee Bucks   | 52  | 23  | 25,9 | 40,7 | 37,0 | 86,4 | 2,4 | 2,2 | 0,5 | 0,3 | 11,7 |
| 2014-2015 | Milwaukee Bucks   | 71  | 15  | 23,9 | 42,2 | 35,7 | 82,7 | 2,6 | 2,8 | 0,8 | 0,3 | 11,4 |
| 2015-2016 | Milwaukee Bucks   | 41  | 24  | 26,6 | 37,1 | 32,1 | 77,5 | 2,6 | 2,9 | 1,2 | 0,2 | 7,8  |
| Carriera  | Carriera          | 547 | 325 | 30,9 | 42,9 | 37,3 | 82,0 | 3,1 | 2,9 | 1,0 | 0,3 | 13,8 |

#### Playoffs
| Anno     | Squadra           | PG | PT | MP   | TC%  | 3P%  | TL%  | RP  | AP  | PRP | SP  | PP   |
| -------- | ----------------- | -- | -- | ---- | ---- | ---- | ---- | --- | --- | --- | --- | ---- |
| 2011     | Memphis Grizzlies | 13 | 2  | 27,8 | 38,8 | 40,8 | 79,3 | 3,2 | 2,4 | 0,8 | 0,3 | 11,3 |
| 2012     | Memphis Grizzlies | 7  | 0  | 23,3 | 27,4 | 29,2 | 77,8 | 3,6 | 2,1 | 1,3 | 0,1 | 8,9  |
| 2015     | Milwaukee Bucks   | 6  | 0  | 26,0 | 33,3 | 31,6 | 100* | 3,3 | 3,0 | 1,2 | 0,2 | 9,0  |
| Carriera | Carriera          | 26 | 2  | 26,2 | 34,8 | 35,9 | 82,4 | 3,3 | 2,5 | 1,0 | 0,2 | 10,1 |

#### Massimi in carriera
- Massimo di punti: 40 (2 volte)[10]
- Massimo di rimbalzi: 16 vs New Orleans Hornets (9 febbraio 2009)
- Massimo di assist: 12 vs Houston Rockets (6 marzo 2013)
- Massimo di palle rubate: 5 (2 volte)
- Massimo di stoppate: 2 (17 volte)
- Massimo di minuti giocati: 52 vs San Antonio Spurs (27 dicembre 2008)

## Palmarès
- McDonald's All-American Game (2007)
- NBA All-Rookie First Team (2009)